# Lengyelországban történt légi közlekedési balesetek listája
A Lengyelországban történt légi közlekedési balesetek listája mind a halálos áldozattal járó, mind pedig a kisebb balesetek, meghibásodások miatt történt, gyakran csak az adott légiforgalmi járművet érintő baleseteket is tartalmazza évenkénti bontásban.

## Lengyelországban történt légi közlekedési balesetek

### 2017
- 2017. december 18., Minsk Mazowiecki Légibázis közelében. A Lengyel Légierő egyik MiG–29  (kék 67-es oldalszámú) típusú vadászrepülőgépe leszállás végrehajtása közben a földbe csapódott. A balesetet a gép pilótája túlélte, kisebb sérülésekkel.[1]

### 2018
- 2018. július 6. 01:57, Pasłęk közelében. A Lengyel Légierő MiG–29-es típusú vadászgépe lezuhant. A pilóta katapultált, de életét vesztette a kórházban.[2]

### 2019
- 2019. június 15. 10:50 körül, Płock. A VII. Air Picnicen egy német állampolgár lezuhant Jak–52 típusú repülőgépével. A pilóta a balesetben életét vesztette. [3]